# Motorola Mobility
Pour Motorola avant janvier 2011, voir Motorola.
 (août 2011).
Si vous disposez d'ouvrages ou d'articles de référence ou si vous connaissez des sites web de qualité traitant du thème abordé ici, merci de compléter l'article en donnant les références utiles à sa vérifiabilité et en les liant à la section « Notes et références ».
Motorola Mobility est une entreprise américaine des télécommunications détenue par Lenovo. Son siège social se trouve à Chicago, dans l'Illinois.

## Histoire
Le 4 janvier 2011, Motorola se scinde en deux compagnies indépendantes: Motorola Solutions qui se centre sur les technologies de la police, les radios ainsi que le marché des entreprises et Motorola Mobility qui garde la production de téléphones mobiles.
Le 15 août 2011, comme le dirigeant de Google Larry Page l'annonce, elle est cédée à Google pour un montant de 12,5 milliards de dollars, soit 8,75 milliards d'euros. Ses actionnaires bénéficient d'un prix de vente par action plus élevé de 63 % que le cours en bourse. L'ensemble des brevets est également cédé à cette occasion.
En janvier 2014, Google revend Motorola à Lenovo pour 2,91 milliards de  dollars

## Produits
Les produits de la société sont classés selon les catégories suivantes :
- Téléphones mobiles (ex: Motorola Moto E, Motorola RAZR i) et ordiphones
- Accessoires pour téléphones mobiles et tablettes
- Logiciels pour ordinateurs (pour gérer / synchroniser son téléphone mobile)
- Téléphones sans fil.

## Identité visuelle (logo)

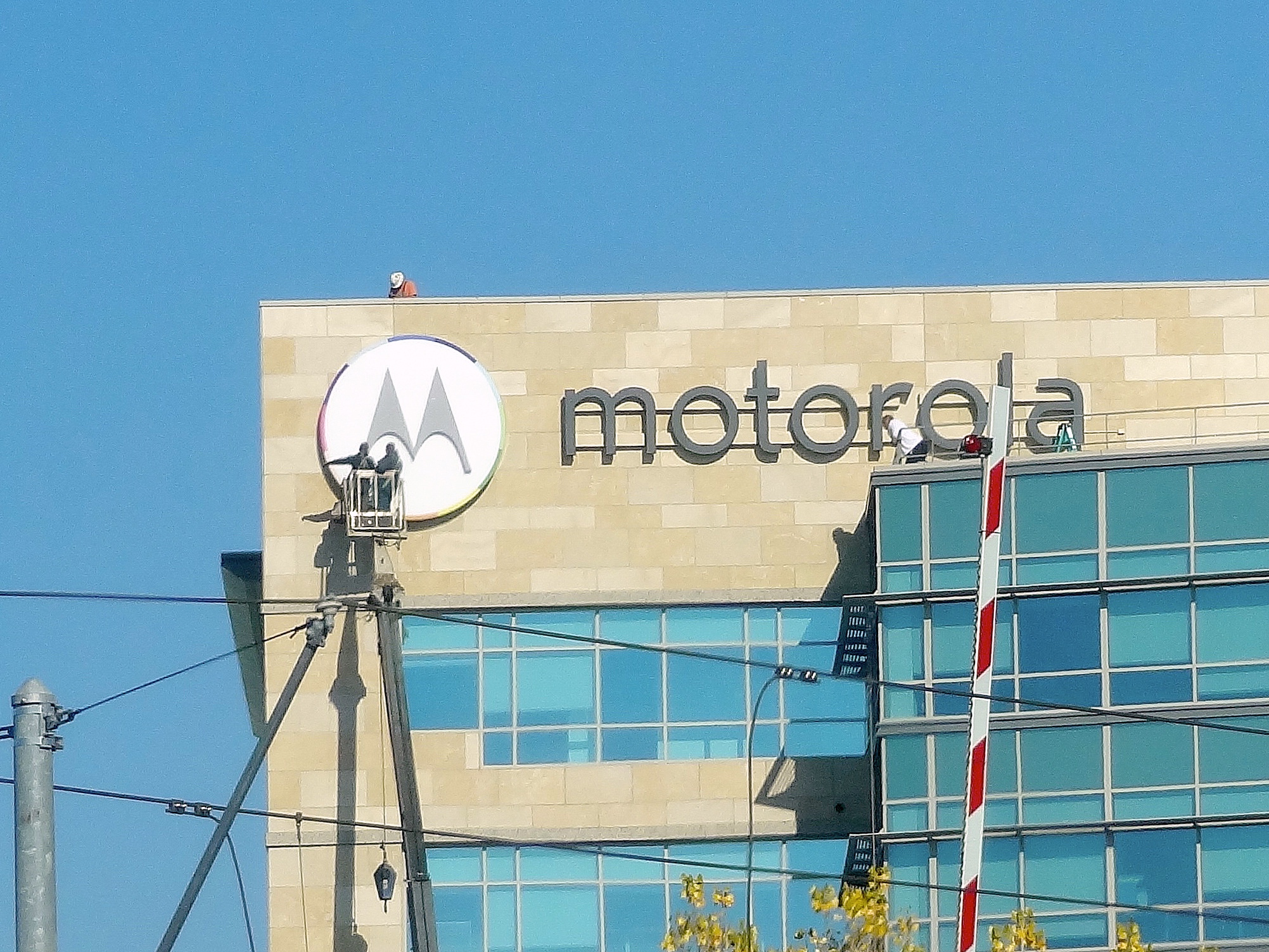
Google installant un nouveau logo Motorola Mobility près du campus principal Google.
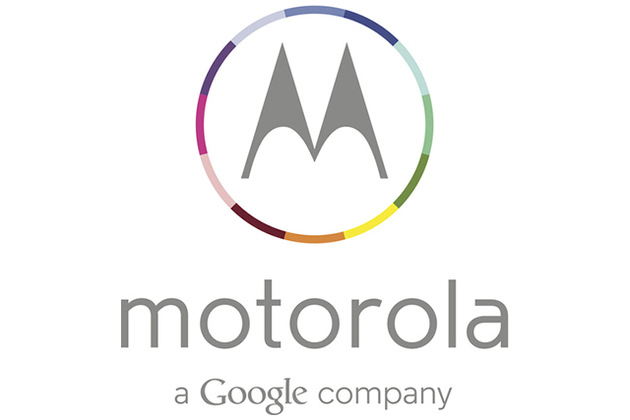
Logo de Motorola Mobility en juin 2013
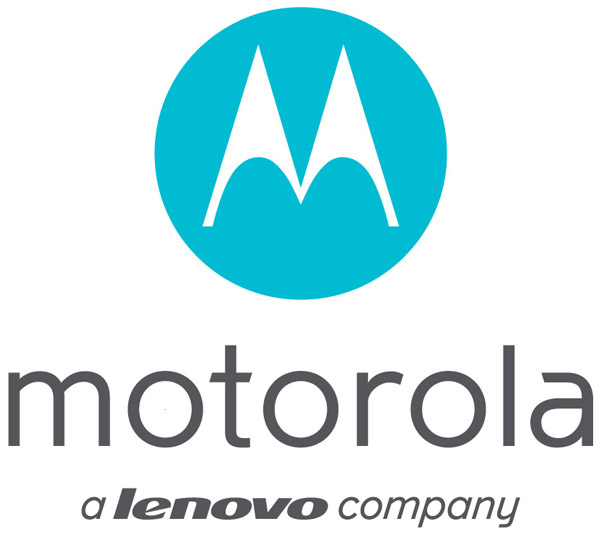
Logo de Motorola Mobility en 2014
Logo de Motorola Mobility introduit en 2015